# Carlos Júlio Renaux
Carlos Júlio Renaux (Brusque, 16 de julho de 1891 – Rio de Janeiro, 22 de abril de 1967) foi um advogado e político brasileiro.

## Biografia
Filho de Selma Wagner Renaux e de Carlos Renaux. Seu pai era natural da Alemanha, foi prefeito de Brusque, deputado estadual constituinte de 1891, fundou a primeira indústria de fiação em Santa Catarina, a Fábrica de Tecidos Carlos Renaux, e Cônsul do Brasil em Arnhem, na Holanda. Casou com Ester Navarro Lins.
Foi eleito deputado estadual para a Assembleia Legislativa de Santa Catarina pelo Partido Republicano Catarinense (PRC). Exerceu o mandato na 10ª Legislatura (1916-1918).